# La conversión de San Pablo (Miguel Ángel)
La conversión de San Pablo es un fresco del pintor renacentista italiano Miguel Ángel, ejecutado en la Capilla Paolina del Palacio Apostólico (Ciudad del Vaticano). Data del año 1549. Mide 6,25 metros de alto y 6,61 metros de ancho y hace pareja con otro fresco de Miguel Ángel dedicado a la Crucifixión de San Pedro.
Miguel Ángel era idolatrado en Roma casi como una leyenda viviente, pero este trabajo no se salvó de las críticas. Según sus detractores, Miguel Ángel había abandonado el clasicismo insuperable de la Capilla Sixtina y su estilo estaba decayendo en un manierismo desmañado. En este mural, las figuras huyendo en desorden no fueron bien recibidas. Algunos historiadores consideran que a raíz de este aparente fracaso, Miguel Ángel refrenó su audacia en su siguiente fresco, el de san Pedro, que resultó ser su último trabajo pictórico.